# In the Kingdom
In the Kingdom è il quarto album in studio del gruppo musicale statunitense Whitecross, pubblicato nel 1991.

## Tracce
1. No Second Chances – 4:43 (Scott Wenzel, Rex Carroll)
2. We Know What's Right – 6:06 (Wenzel, Carroll)
3. In The Kingdom – 5:20 (Dez Dickerson)
4. In His Hands – 3:37 (Wenzel, Dwight Liles)
5. Good Enough – 3:58 (Wenzel, Carroll)
6. Love Is Our Weapon – 4:41 (Wenzel, Carroll)
7. The Eternal Fire (guitar solo) – 2:00 (Carroll)
8. You Will Find It There – 6:00 (Wenzel, Carroll)
9. If He Goes Before Me – 4:13 (Greg Hodge, Barry Graul)
10. Tell Me The Time – 4:29 (Wenzel, Carroll)
11. Holy War (featuring Alton Hood of D.O.C.) – 5:55 (Wenzel, Carroll)

## Formazione
- Scott Wenzel – voce
- Rex Carroll – chitarra
- Butch Dillon – basso
- Mike Feighan – batteria, voce